# رکسان فورگت
رکسان فورگت (انگلیسی: Roxane Forget؛ متولد ۱۷ ژانویه ۱۹۷۲) یک تکواندوکار کانادایی است.
در مسابقات قهرمانی تکواندو جهان ۱۹۹۷ در هنگ‌کنگ، او پس از شکست در برابر هوانگ یون-ساک در بازی نهایی، برنده یک مدال نقره در دسته خروس‌وزن (سبک‌وزن) شد. وی در بازی‌های پان امریکن ۱۹۹۹ در وینیپگ مدال طلا را از آن خود کرد.